# Nans Peters
Nans Peters (Grenoble, 12 de marzo de 1994) es un ciclista francés, miembro del equipo Decathlon AG2R La Mondiale Team.

## Palmarés
2019
- 1 etapa del Giro de Italia[2]

2020
- 1 etapa del Tour de Francia

2023
- Trofeo Laigueglia

## Resultados en Grandes Vueltas y Campeonatos del Mundo
| Carrera         | Carrera         | 2017 | 2018 | 2019 | 2020 | 2021 | 2022 | 2023 | 2024 |
| --------------- | --------------- | ---- | ---- | ---- | ---- | ---- | ---- | ---- | ---- |
|                 | Giro de Italia  | —    | —    | 61.º | —    | —    | 58.º | —    | —    |
|                 | Tour de Francia | —    | —    | —    | 65.º | Ab.  | —    | 73.º | 76.º |
|                 | Vuelta a España | —    | 72.º | —    | 36.º | —    | 61.º | —    | —    |
| Mundial en Ruta | Mundial en Ruta | —    | —    | —    | Ab.  | —    | —    | —    | —    |

—: no participa

Ab.: abandono